# Neri per Caso
Neri per Caso ist ein italienisches A-cappella-Sextett aus Salerno.

## Geschichte
Die Gruppe, bestehend aus Massimo Devitiis, Mario Crescenzo, den Brüdern Ciro und Diego Caravano und den Cousins der beiden letzteren, Mimì und Gonzalo Caravano, wurde 1994 von Claudio Mattone entdeckt. Das Vokalsextett hatte den US-amerikanischen Doo Wop der 1950er-Jahre für sich entdeckt. Mit dem Lied Le ragazze ging die Gruppe beim Sanremo-Festival 1995 ins Rennen und gewann in der Newcomer-Kategorie. Auf dem Debütalbum fanden sich A-cappella-Versionen bekannter italienischer Lieder, etwa von Zucchero, Pino Daniele, Jovanotti oder Edoardo Bennato. Schon 1996 kehrte das Sextett nach Sanremo zurück und erreichte mit Mai più sola den fünften Platz in der Hauptkategorie.
Nach dem zweiten Album Strumenti nahmen die Neri per Caso ein Lied für die italienische Version des Soundtracks zu Der Glöckner von Notre Dame auf. Ende 1996 erschien das Weihnachtsalbum …And So This Is Christmas, 1997 das dritte reguläre Album Neri per Caso. Nach einer ersten künstlerischen Pause folgte im Jahr 2000 Angelo blu, das vierte Album. Zwischen 2001 und 2007 erschienen mehrere Kompilationen, Uno Indonesia, La raccolta, Made in Italy und Solo grandi successi.
Erst 2007 kehrte das Sextett ins Studio zurück und veröffentlichte 2008 das Album Angoli diversi, das wieder eine Reihe von Coverversionen enthielt, die zusammen mit den Originalinterpreten gesungen wurden (Luca Carboni, Pooh, Lucio Dalla, Samuele Bersani oder Mario Biondi). Zwei Jahre später folgte das Album Donne, dem das gleiche Konzept zugrunde lag, allerdings ausschließlich mit Sängerinnen (Loredana Bertè, Mia Martini, Noemi, Giusy Ferreri oder Dolcenera). 2014 verließ Diego Caravano nach 20 Jahren die Formation und wurde zunächst durch Moris Pradella, ab 2015 durch Daniele Blaquier ersetzt. Das erste Album ohne Caravano erschien 2016 mit Neri per Caso 2.0.
Beim Sanremo-Festival 2018 trat die Gruppe am vierten Abend zusammen mit Elio e le Storie Tese auf.

## Diskografie
Alben

| Jahr | Titel                          | Höchstplatzierung, Gesamtwochen, AuszeichnungChartsChartplatzierungen (Jahr, Titel, Platzierungen, Wochen, Auszeichnungen, Anmerkungen) | Anmerkungen  |
| Jahr | Titel                          | IT | Anmerkungen  |
| ---- | ------------------------------ | --- | ------------ |
| 1995 | Le ragazze                     | IT1 (31 Wo.)IT | Easy Records |
| 1996 | Strumenti                      | IT10 (10 Wo.)IT | Easy Records |
| 1996 | …And So This Is Christmas      | IT19 (6 Wo.)IT | Easy Records |
| 1997 | Neri per Caso                  | IT36 (6 Wo.)IT | EMI          |
| 2008 | Angoli diversi                 | IT7 (31 Wo.)IT | Sony BMG     |
| 2008 | …And So This Is Christmas 2008 | IT39 (5 Wo.)IT | Sony BMG     |
| 2010 | Donne                          | IT31 (4 Wo.)IT | Sony         |
| 2016 | Neri per Caso 2.0              | IT75 (1 Wo.)IT | Sony         |

- Angelo blu (2000; EMI)
- Uno Indonesia (2001; EMI)
- La raccolta (2002; EMI)
- Made in Italy (2004; EMI)
- Solo grandi successi (2007; EMI)

Singles (Auswahl)

| Jahr | Titel Album                         | Höchstplatzierung, Gesamtwochen, AuszeichnungChartsChartplatzierungen (Jahr, Titel, Album, Platzierungen, Wochen, Auszeichnungen, Anmerkungen) | Anmerkungen        |
| Jahr | Titel Album                         | IT | Anmerkungen        |
| ---- | ----------------------------------- | --- | ------------------ |
| 2008 | What a Fool Believes Angoli diversi | IT11 (10 Wo.)IT | feat. Mario Biondi |

## Belege
1. ↑  Chartquellen (Alben):
  - Guido Racca & Chartitalia: Top 100 FIMI Album. Lulu, 2013, S. 145.
  - Alben von Neri per Caso. In: Italiancharts.com. Hung Medien, abgerufen am 29. Januar 2018.
2. ↑  Guido Racca & Chartitalia: Top 100 FIMI Singoli. Lulu, 2013, S. 127.